# Sint-Hubertuskerk (Amel)

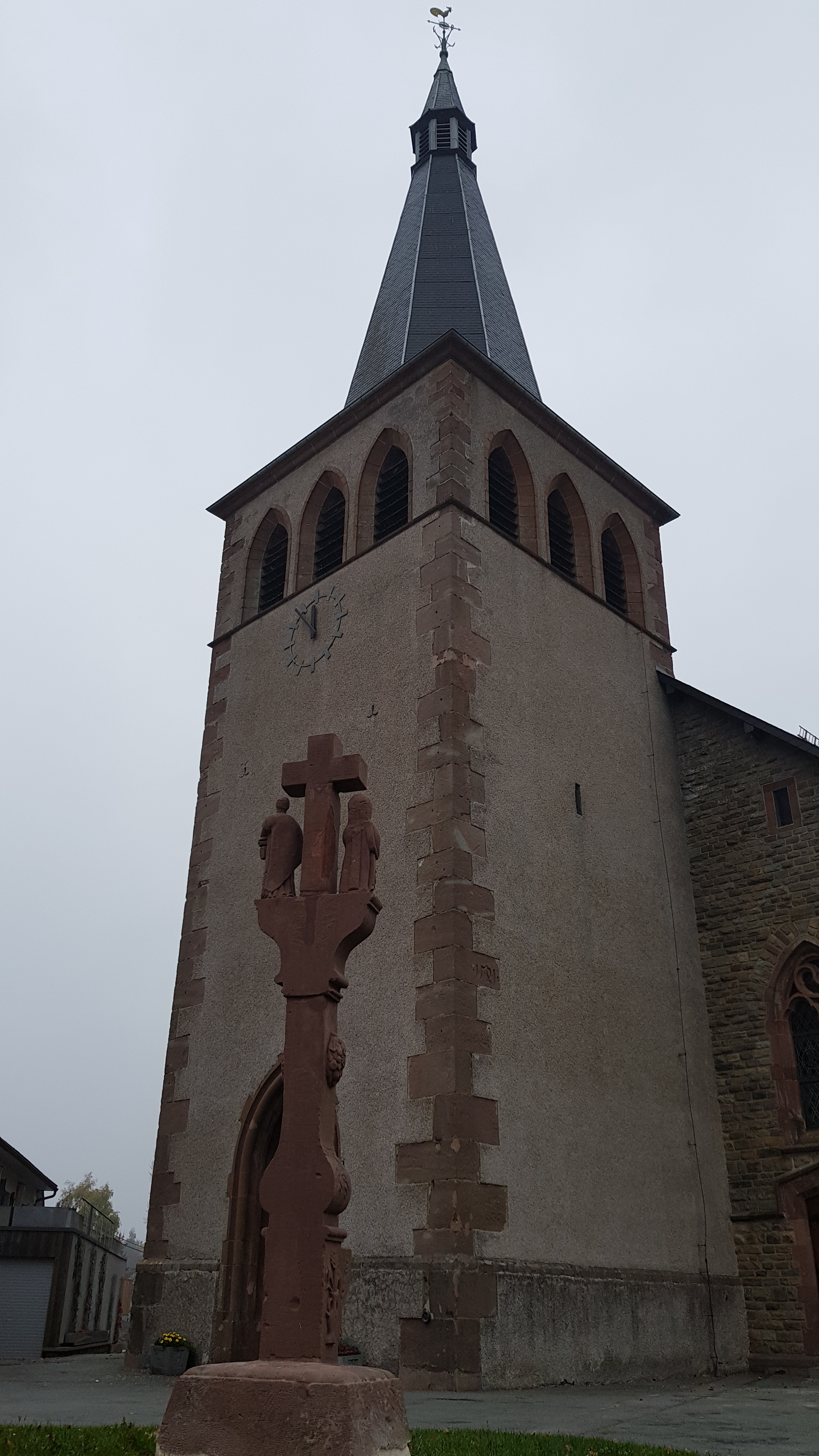
Sint-Hubertuskerk

De Sint-Hubertuskerk (Duits: Sankt Hubertuskirche) is de parochiekerk van het in de Belgische provincie Luik gelegen stadje Amel.
Het betreft een neogotische kerk die een voorloper van 1541 vervangt. Van deze kerk is de voorgebouwde toren behouden gebleven. Het ingangsportaal is van 1770. De kerk werd in 1930-1931 gebouwd naar ontwerp van Henri Cunibert. Hij werd gebouwd in breuksteen. Ook de bovenste geleding van de toren is toen gewijzigd.